# Prix Stanislavski
Le prix Stanislavski (Верю. Константин Станиславский) est une distinction cinématographique remise chaque année depuis 2001 lors du Festival international du film de Moscou.
Elle récompense un acteur ou une actrice pour l'ensemble de sa carrière et la dévotion aux principes du système Stanislavski.

## Palmarès
- 2001 : Jack Nicholson ( États-Unis)
- 2002 : Harvey Keitel ( États-Unis)
- 2003 : Fanny Ardant ( France)
- 2004 : Meryl Streep ( États-Unis)
- 2005 : Jeanne Moreau ( France)
- 2006 : Gérard Depardieu ( France)
- 2007 : Daniel Olbrychski ( Pologne)
- 2008 : Isabelle Huppert ( France)
- 2009 : Oleg Iankovski ( Russie), à titre posthume
- 2010 : Emmanuelle Béart ( France)
- 2011 : Helen Mirren ( Royaume-Uni)
- 2012 : Catherine Deneuve ( France)
- 2013 : Ksenia Rappoport ( Russie)
- 2014 : Inna Tchourikova ( Russie)
- 2015 : Jacqueline Bisset ( Royaume-Uni)
- 2016 : Marina Neïolova ( Russie)
- 2017 : Michele Placido ( Italie)
- 2018 : Nastassja Kinski ( Allemagne)
- 2019 : Ralph Fiennes ( Royaume-Uni)
- 2020 : Svetlana Krioutchkova ( Russie)
- 2021 : Sergueï Nikonenko ( Russie)
- 2022 : Constantin Khabenski ( Russie)
- 2023 : Irina Kouptchenko ( Russie)
- 2024 : Ievgueni Mironov ( Russie)
- 2025 : Vladimir Machkov ( Russie)